# Rudy Mora
Rudy Mora (La Habana, Cuba, 23 de noviembre de 1965) es un cineasta y guionista cubano. Ha desarrollado la mayor parte de su trabajo en el cine, la realización de audiovisuales y la televisión contando con una extensa obra entre las que se destacan las series televisivas "Diana", "Doble juego", "La otra cara",  "Conciencia"  y "1er Grado" ¨ entre otras,  así como más de 300 videoclips y los largometrajes "Leontina" y "Y, sin embargo...". 

## Biografía
Rudy Mora
se graduó en el año 1993 en la Facultad de Arte de los Medios de la Comunicación Audiovisual de la Universidad de las Artes
, en la especialidad de Dirección de Cine, Radio y Televisión. Es Master en Arte de los Medios Audiovisuales.
Ha impartido cursos de formación, superación y perfeccionamiento a estudiantes y profesionales de los medios en Cuba y en el exterior. (Universidad de La Habana. Universidad de las Artes- ISA, Universidad de San Carlos, Guatemala y UNAM - México)
Ha sido tutor de tesis de graduación en la Facultad de Periodismo de la (Universidad de La Habana (UH) y en la Facultad de Medios Audiovisuales. ((ISA)
Ha integrado jurados en los festivales: Caracol-UNEAC. Cuba. Cine Plaza. Cuba. (Festival Internacional del Nuevo Cine Latinoamericano- Cuba. Festival de cine Latino. Trieste. Italia. Festival de Cine de Guadalajara. México. Festival Internacional del audiovisual para la niñez y la adolescencia. Cuba. Festival de cine ICARO. Guatemala. Festival de Cine de Bogotá, Colombia. Festivales TV en todos los canales regionales (Telecentros) del país. Cuba.

## Características de su Obra
El artista es incompatible con la reiteración en las maneras de hacer por lo que busca nuevos caminos para contar; cuestión que al paso del tiempo le ha identificado. Considera que no hay nada más difícil para un artista que encontrar una manera única e irrepetible y esa búsqueda es lo que ha marcado su estilo. Su intención no es romper esquemas por el solo hecho de hacerlo, es más bien encontrar su forma de decir según los años, los momentos, lo que tiene en mente.
Para caracterizar la obra de Rudy Mora no puede hablarse de búsquedas, sino de hallazgos, de marcas personales fácilmente reconocibles. Hay un abordaje valiente y matizado de temas difíciles y apremiantes de la sociedad cubana actual, narrados con una sintaxis atípica, que evade formas convencionales de montaje y prefiere la edición inquieta –a veces de lectura difícil– para lograr tempos que mucho contribuyen a “energizar” el discurso, siempre fotografiado desde ángulos, encuadres y perspectivas tan diferentes como los conflictos jerarquizados. Es un creador en el que cada plano está dibujado, pensado.

## Trayectoria Artística

### Sistemas de Comunicación Audiovisual

#### Cine Ficción
| Año  | Obra                     | Género       |
| ---- | ------------------------ | ------------ |
| 1988 | "Resolución"             | Cortometraje |
| 1989 | "El Hombre del teléfono" | Cortometraje |
| 1991 | "Huellas"                | Cortometraje |
| 1993 | "Días Felices"           | Cortometraje |
| 1996 | "Cambio desigual"        | Cortometraje |
| 1997 | "Cinco años no es nada"  | Cortometraje |
| 2002 | "Doble juego"            | Largometraje |
| 2006 | "Escapar"                | Mediometraje |
| 2011 | "Y, sin embargo…"        | Largometraje |
| 2011 | "Leontina"               | Largometraje |

#### Cine Documental
| Año  | Obra                                                  | Estudios                      |
| ---- | ----------------------------------------------------- | ----------------------------- |
| 1987 | "Nacidos del asfalto"                                 | Televisión Cubana             |
| 1994 | "Santiago Feliú, trovador"                            | Televisión Cubana             |
| 1994 | " Así somos: Lorna Bursall"                           | Televisión Cubana             |
| 1999 | "Gerontovida 99"                                      | Mundo Latino                  |
| 2000 | "Curioseando"                                         | Mundo Latino                  |
| 2000 | "Tienes la Puerta Abierta"                            | Mundo Latino                  |
| 2003 | "El Rayo Verde del Sol"                               | Televisión Cubana             |
| 2004 | " Temperamento. Evelio Rodríguez Plana"               | Instituto Cubano de la Música |
| 2009 | "Eduardo Sosa"                                        | Instituto Cubano de la Música |
| 2010 | " Carraguao versus pueblo nuevo. “Clave y Guaguancó”" | Producciones Colibrí          |

#### Televisión
| Año  | Obra                             | Género         | Estudios          |
| ---- | -------------------------------- | -------------- | ----------------- |
| 1987 | "Años"                           | Serie          | Mundo Latino      |
| 2000 | "La Otra Cara"                   | Serie          | Televisión Cubana |
| 2002 | "Doble Juego"                    | Serie          | Televisión Cubana |
| 2003 | "Anillo al Dedo"                 | Serie          | Televisión Cubana |
| 2009 | "Diana"                          | Serie          | Televisión Cubana |
| 2018 | "Conciencia"                     | Serie          | RTVC- Olimpusat   |
| 2020 | "El Hacha Pequeña de los Indios" | Cuento-ficción | RTVC              |
| 2022 | "1er Grado"                      | Serie          | RTVC              |

### Dirección Artística y Audiovisual de Musicales
Ha asumido la dirección de los siguientes musicales:
1991 
- -Concierto de "Edesio Alejandro". Cuba.
- -Concierto de la banda Girón. Cuba.

1994  -Concierto de la banda "Maracas y otra Visión". Cuba.
2002  -Concierto espectáculo "Día Mundial de la Lucha por el SIDA". Dirección artística y para TV.  Cuba- Estados Unidos.
2003  -Gala clausura "Foro Mundial de I.T.S". Cuba-Estados Unidos.
2007  -DVD. Concierto "Raúl Paz". Francia.
2008  -DVD. Concierto "David Blanco". Cuba.
2009  -DVD. Concierto "David Blanco (Cantante)". (2). Cuba. 
2009 -DVD. Concierto "Jorge García". Cuba.
2012 -DVD. Concierto "Grupo Desandan". Camagüey. Cuba.
2014 -DVD. Concierto "Augusto Enrique" y "  Orquesta Sinfónica Nacional". Cuba.
2015 -"Sonando en Cuba". Serie. (Musical)  12 Cap. Cuba.
2016 -DVD. "Agrupación danzaría Camagua". Cuba.
2016- DVD. "Concierto  Orquesta Sinfónica Nacional". Homenaje a Sergio Vitier. Cuba.
2017 -DVD. "Concierto Percuba ". Cuba.
2018 -DVD. "Concierto Tanda Nacional de Guaracheros". Cuba.
2018 -DVD. Vale 2. "Concierto  Orquesta Sinfónica Nacional". Homenaje a Juan Formell y Adalberto Álvarez. Cuba. 
2020 -DVD. Vale 2-2. "Concierto  Orquesta Sinfónica Nacional". Homenaje a Benny More. Cuba.

### Dirección Artística y Audiovisual de Videoclips
Entre los años 1992 al 2020 ha dirigido varios video clips de los siguientes intérpretes: Polito Ibáñez, Aurelio Sandano, Pablo Milanés, Sara González, Orquesta. Dan Den, Orquesta Original de Manzanillo,  Orquesta Piel Morena, Orquesta. Gelengue, Orquesta. Tradisón, Joseph Giral, Dúo Anga y Tata Güines, Banda Perspectiva, Banda Perfume de Mujer, Banda Lucha Armada, Orquesta La Barriada, Orquesta Paulo F. G y su Elite,  Marcos,  Pedro Jesús, Orquesta Fiebre Latina, Banda Frecuencia Mod, Yanet Sol (Puerto Rico), Ismael Miranda (Puerto Rico),  Orquesta Klimax, Joel Barts, Edesio Alejandro, Dúo Gema y Pavel, Tema Serial: Blanco y Negro no, Cheo Feliciano  (Puerto Ricoo), Andy Montañez (Puerto. Rico), Jorge García, Orquesta Son Damas, Liuba María Hevia,  Orquesta L. M Sobredosis, Pedro Dikán, Cuarteto Vocal Abdala, Banda Moncada, Coco Freeman, Benny Santos y la Banda Benny Moré, Orquesta Surcaribe, Ricardo Leiva e Issac Delgado, Maité y la Frontera, Orquesta Caribe Girls, Banda Celtas Cortos (España), Shira, Cuarteto Vocal Color Café, Los Sabandeños (España) Omar “Chocolate”, Mayohuacán, Orquesta Chapotin, Ignacio Carrillo "Mazacote", Max González "El Araña", Kiki Corona, Lusson, Orquesta Las Estrellas Cubanas, Boniatillo, Pury, Orquesta Marianao Social Club, Guanche, Pellito la Frocán, Cuarteto Vocal Vocalité, Orquesta Ritmo Oriental, Orquesta Los Bocucos, Joaquín Oliveros, Orlando Canto (El viejo Espigón), Dagoberto Pedraja, Muñequitos de Matanzas, Orquesta Los Van Van, Orquesta Pedro Calvo y la Justicia, Grupo Vocal Coro Nacional de Cuba, Orquesta Jesús El Zum Zum de la Salsa y Habana City, Orquesta Gloria Matancera, Orquesta Sublime, Melvin, Orquesta Chispa y los cómplices, Alain Daniel, Orquesta Juan Carlos y los Grandes de Siempre, Peruchín, Orquesta Hermanos Izquierdo, Banda Wueva Onda, Orquesta Maikel y la Suprema, Orquesta Tirso Duarte, Orquesta Conexión Salsera, Orquesta Rubalcaba, Orquesta Papo Angarica y son Yorubá, Quinteto Vocal Tecnocaribe, Vicente Feliú, Yenisey del Castillo, Orquesta Elio Revé y su Charangón, Orquesta Yumurí y sus Hermanos, Banda Café Amargo. Orquesta Suena Cubano. Raúl Paz, Humberto y sus amigos. Eduardo Sosa, Orquesta Pachito Alonso, Grupo Compay Segundo. Orquesta Manolito Simonet y su Trabuco, El Chacal  y Yenisey del Castillo, Grupo Clave y Guaguancó, Banda Habana Zax. Rolando Luna, Emilio Morales, Schola Cantora Coralina, Septeto Habanero, Orquesta Maikel Blanco y su Salsa Mayor, Grupo Columbia del Puerto, María Caridad Valdés, Dayani Gutiérrez, Alejandro Falcón, Augusto Enríquez, Grupo vocal Sinenomine, David Blanco, Orquesta Sinfónica de Matanzas. Orquesta El niño y su verdad, Orquesta Pascualito Cabrejas y Tumbao Habana, Orquesta Yuli y Habana C, Ángel Bonne, Lidys Lamoru. Orquesta Mariana y su Maquinaria,  Orquesta Mulata Son, Agrupación Vocal H-Cuba, Orquesta  Aragón,  Grupo To-Mezclao, Héctor Valentín, Banda Real Maravilloso.
Estas producciones han sido financiadas por disqueras cubanas,  extranjeras y artistas: EGREM (Cuba), Fundación Pablo Milanés (Cuba), Artex (Cuba), Skuba- Promotion (México), Milán Latino (Italia) Fania Records (EU) Warner Music. (España), Timba Producción (España) Manzana Récord (España), Envidia Récord (Puerto Rico), Bis Music (Cuba), Tumi Music (Inglaterra), Abdala (Cuba), Empresa Adolfo Guzmán (Cuba), Musicalia-Artex (Cuba), Producciones Colibrí. (Cuba), Casa Compay Segundo (Cuba), Empresa Ignacio Piñeiro. (Cuba).

### Trabajo como Guionista de Cine y Televisión
1990- 1991 
- En Confianza. Magazín. TV.  Cuba.
- Dando vueltas. Magazín. TV. Cuba.

Años. Serie (coguionista) Cuba.
1997 -Videos clip, programas musicales TV. Publicidad. 
1999 -"La Otra Cara". Serie. (Sobre guiones originales)
2002 -"Doble juego". Largometraje. Ficción. TVC. Cuba.
2003 -"El rayo verde del sol".  Documental. Cuba
2003 -"Anillo al dedo". Serie. Cuba-Estados Unidos.
2005 -"Escapar". Teleplay. Ficción. TVC. Cuba.
2008 -"Diana". Serie Ficción. Cuba. TVC. 35 Cap. Cuba.
2009 -"Carraguao vs Pueblo nuevo". Documental. Producciones Colibrí. Cuba.
2011 -"Y, sin embargo…" Largometraje. Ficción.  ICAIC . Cuba.
2013 -"Leontina". Largometraje. Ficción.  ICAIC . Cuba.  
2014 -"Sonando en Cuba". Serie. (Musical) 12 Cap.  RTVC. Cuba. 
2017 -"Conciencia". Serie. Ficción. 11 Cap. Cuba-México. ( RTVC- Olimpusat )
2019 -"Conciencia". (segunda temporada) Serie. Ficción. 10 Cap. Cuba-México. ( RTVC- Olimpusat   )
2022 -"1er Grado". Serie. Ficción. 11 Cap. Cuba.  RTVC. 

### Trabajo como Editor

#### Ficción
1988 -El canto de la noche.  Cuba
- Resolución. Cuba.
- Vela por mi amor. Cuba.
- Inocentes.  Cuba.

1989 -La mar será rizada. Cuba
- El hombre del teléfono. Teleplay. Cuba

1990 -La prueba. Cuba
1991 -Huellas. Cuba.
1992 -La Mesa.  Cuba.
1993 -Cambio desigual. Teleplay. Cuba.
1998 -Cinco años no es Nada. Teleplay.  Cuba.
2004 -Ve con el señor.  México.
2004 -Zoofilia.  México.
2006 -Escapar. Teleplay. Cuba.

#### Documental
1986 -Estatua del silencio. 
1989 -Arte en la calle. * El Nomo. Carlos Valera. 
1990 -Señal en el asfalto. Gira nacional de Edesio Alejandro y Monte 
de Espuma.
1991 -José Antonio Méndez.  
1992 -Joaquín Sorolla. 
- Lázaro García.
- Jacqueline Magui.

1993 -Unicornio. 
1995 -Un diálogo con María Teresa Linares. 
2000 -Curioseando. 20 Cap. 
2003 -El Rayo verde del sol.

## Premios y Reconocimientos
En los años 1988, 1989, 1994, 2000, 2002, 2009, 2013, 2019  obtuvo más de 10 Premios Caracol que otorga la Unión de Escritores y Artistas de Cuba por las obras más relevantes. Asimismo más de 10 Premios Lucas al Mejor Video Clip Cubano los años 1988, 1989, 2001, 2002,2003, 2011. Otros importantes Premios son los siguientes: 
| Año  | Premio                                              | Categoría/Obra                                       | Institución que otorgó                                  |
| ---- | --------------------------------------------------- | ---------------------------------------------------- | ------------------------------------------------------- |
| 1989 | Premio Especial del Jurado                          |                                                      | Festival Cine Plaza                                     |
| 2003 | Pre-nominación                                      | Los Muñequitos de Matanzas                           | Premios Grammy Latino                                   |
| 2004 | Nominación                                          | Mejor Video                                          | Cubadisco                                               |
| 2006 | Premio                                              | Video Clip                                           | Festival de la CBU. Caribbean Broadcast Awards. Bahamas |
| 2012 | Mejor Maqueta                                       | Largometraje de ficción                              | Festival Internacional de Cine Pobre de Gibara, Cuba    |
| 2012 | Premio del Público ¨Gallo de Oro¨ a Y, sin embargo… | Mejor película extranjera                            | China Golden Rooster Andhundred Flowers Film Festival   |
| 2013 | Premio Margarita de Oro                             | Guion, fotografía y la banda sonora. Y, sin embargo… | VIII Festival Internacional de cine Santo Domingo.      |
| 2014 | Distinción por la Cultura Nacional                  | Máxima condecoración por aportes artísticos          | Ministerio de Cultura                                   |
| 2018 | Distinción                                          | Artista de Mérito                                    | Cuba                                                    |